# Campagnatico
Campagnatico es una localidad italiana de la provincia de Grosseto , región de Toscana, con 2.500 habitantes.

Ubicación de la ciudad de Campagnatico dentro de la provincia de Grosseto.

## Evolución demográfica
| Gráfica de evolución demográfica de Campagnatico entre 1861 y 2001 |
|                                                                    |
| Fuente ISTAT - Elaboración gráfica por parte de Wikipedia          |